# تروی (کانزاس)
تروی (به انگلیسی: Troy) شهری در ایالت کانزاس کشور ایالات متحده آمریکا است که جمعیت آن در سرشماری سال 2010 میلادی، 1010 نفر بوده‌است.

## تاریخچه
تروی در سال 1855 آبکاری شد. نام آن از شهر باستانی تروی گرفته شد. اولین خانه در تروی در سال 1856 ساخته شد و اولین فروشگاه در سال 1857 افتتاح شد. تروی در سال 1860 به عنوان یک شهر ثبت شد. اولین اداره پست در تروی در مارس 1857 تأسیس شد.
تروی از ابتدا در مسیر واگن از سنت جوزف، میزوری به اورگان و کالیفرنیا بزرگ شد. کاوشگر بریتانیایی ریچارد فرانسیس برتون در مسیر کالیفرنیا در سال 1860 خاطرنشان کرد: "گذر از چند سوله مخروب به نام تروی ...

## جغرافیا
تروی در 39°47′17″ شمالی و 95°05′27″ جنوبی ، (39.788099, -95.090840) ،  واقع شده است. طبق آمار اداره سرشماری ایالات متحده، مساحت این شهر 0.99 مایل مربع (2.56 کیلومتر مربع) است که 0.98 مایل مربع (2.54 کیلومتر مربع) خشکی و 0.01 مایل مربع (0.03 کیلومتر مربع) آب است.